# Choriphyllum bahamensis
Choriphyllum bahamensis is een rechtvleugelig insect uit de familie doornsprinkhanen (Tetrigidae). De wetenschappelijke naam van deze soort is voor het eerst geldig gepubliceerd in 1999 door Perez-Gelabert & Otte.